# گادودیامید

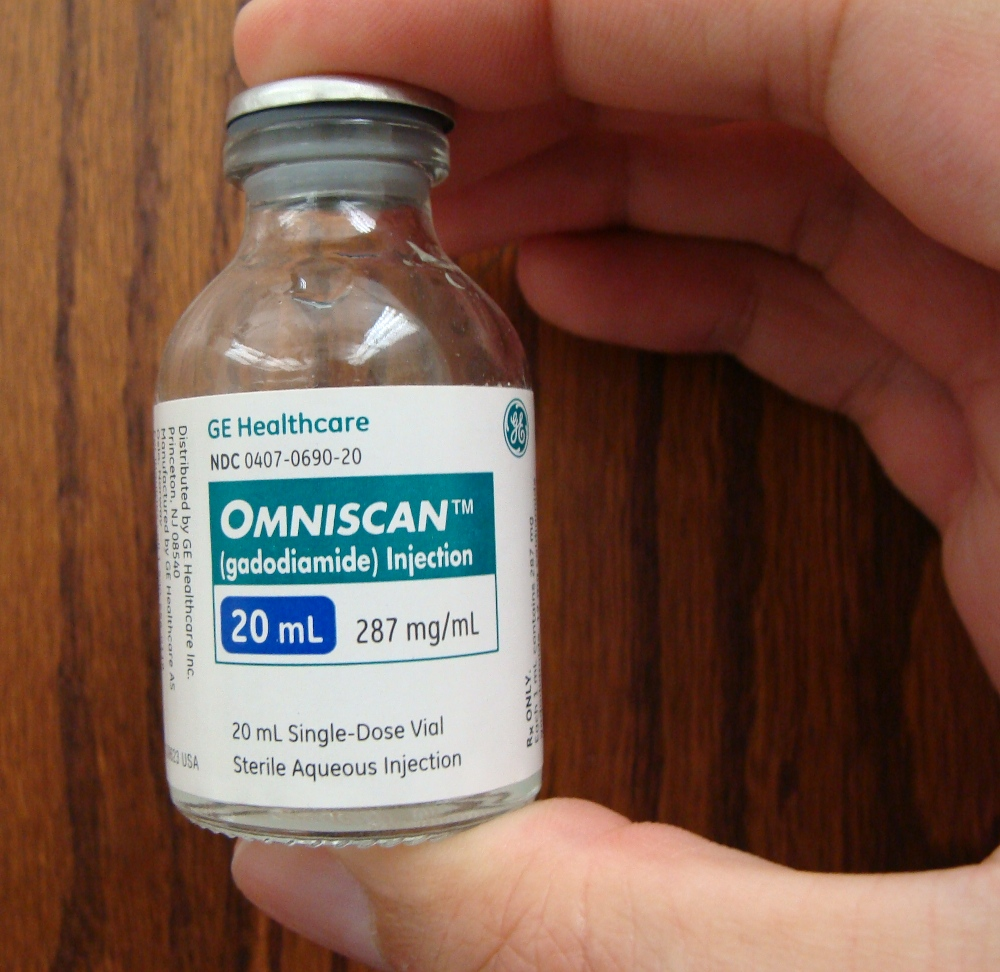
یک بطری آمنی اسکن

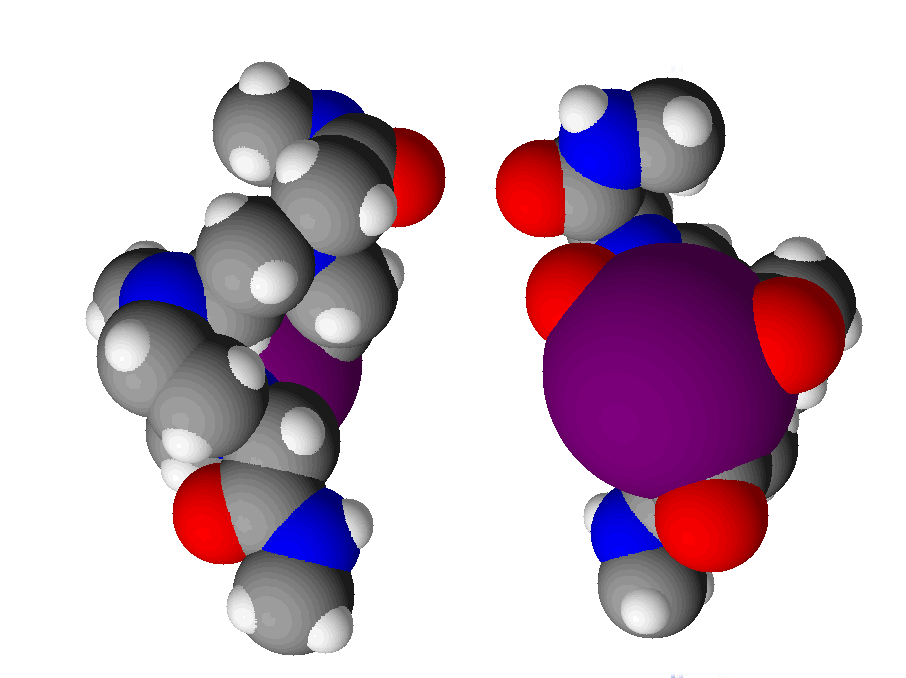
ساختار فضایی گادودیامید

آمنی اسکن (به انگلیسی: Omniscan) با نام علمی گادودیامید (Gadodiamide) نوعی ماده حاجب است که در تصویرگیری پزشکی در ام آر آی مصرف بالینی دارد.
این ماده حاجب در ام آر آی و در آنژیوگرافی تشدید مغناطیسی زمان T1 محیط اطراف خود را کاهش می‌دهد که باعث افزایش کنتراست مفید (CNR) می‌شود.   
این دارو برای انجام MRI مغزی برای نمایان‌سازی ضایعات داخل جمجمه‌ای با عروق غیرطبیعی یا مشکوک به اختلال در سد مغزی- خونی بکار می‌رود، این دارو همچنین برای نمایان‌سازی ضایعات نخاعی و بافت‌های همراه مصرف می‌شود.
آمنی اسکن ساخت شرکت جنرال الکتریک است.

## موارد منع مصرف
در صورت سابقه ابتلا به آلرژی یا آسم، حساسیت به گادودیامید، نارسائی شدید کلیوی این دارو نباید مصرف شود.

## هشدارها
- در صورت کم خونی همولیتیک، کم خونی داسی شکل، باید این دارو را با احتیاط مصرف کرد.
- انجام تصویربرداری MRI باید در طی یک ساعت بعد از تزریق دارو انجام شود. در این مدت حضور پزشک متخصص و وجود امکانات فوریتی ضروری است.

## مقدار مصرف
ml/kg۰/۲ (با سرعت بیش از ۶۰ میلی لیتر در دقیقه) داخل وریدی تزریق شود. حداکثر مقدار قابل مصرف g۵/۷۴ (ml20) می‌باشد. برای اطمینان از تزریق کامل مقدار مصرف، ۵ میلی لیتر سرم نمکی باید بعد از تجویز دارو تزریق شود.